# Isodon atroruber
Isodon atroruber là một loài thực vật có hoa trong họ Hoa môi. Loài này được R.A.Clement mô tả khoa học đầu tiên năm 1993.